# Trompetenkupplung
Die Trompetenkupplung, auch Rundbolzenkupplung oder Becherkupplung genannt, ist eine Kupplung zum Verbinden von Schienenfahrzeugen. Sie ist eine Bauart der Mittelpufferkupplungen.
Im Unterschied zur Trichterkupplung mit Flachbolzen und ungleichmäßiger Trichterform hat die Trompetenkupplung eine weitestgehend runde Ausführung des Trichters zur Einführung des Kuppelbolzens, was den Kupplungsvorgang erleichtert. Beide haben jedoch ein sehr ähnliches Funktionsprinzip. Die Trompetenkupplung erlaubt im Gegensatz zur Balancierhebelkupplung das Befahren von engen Bögen, wie sie bei Straßenbahnen vorkommen.
In der Anfangszeit der Straßenbahnen war die Trompetenkupplung weit verbreitet. Sie wurde bis in die 1950er Jahre häufig eingesetzt, ist heute jedoch nur noch bei wenigen Betrieben anzutreffen. Darunter die Augsburger Verkehrsgesellschaft, Bernmobil sowie die Straßenbahn Wien, bei letzterer jedoch nur noch als Hilfskupplung.
An den Fahrzeugen sind die Kupplungsschäfte befestigt, die über eine Schrauben- oder Evolutfeder die auftretenden Kräfte auffangen. Der Kupplungskopf ist rund, mit einer meist kreisrunden Innenbohrung. Die Verbindung der beiden Kupplungen erfolgt über einen Bolzen, der in die Bohrungen beider Kupplungen gesteckt wird und jeweils mit einem Sicherungsstift befestigt wird.
Ein automatisches Kuppeln ist bei dieser Bauart nicht möglich, auch die Verbindungen für beispielsweise Licht- und Bremsleitungen müssen getrennt hergestellt werden. Viele Betriebe ersetzten daher die Trompetenkupplung durch die Albertkupplung, bei der der zum Kuppeln benötigte Bolzen entfällt, oder durch eine automatische Mittelpufferkupplung wie die Scharfenbergkupplung oder die BSI-Kompaktkupplung.

## Galerie

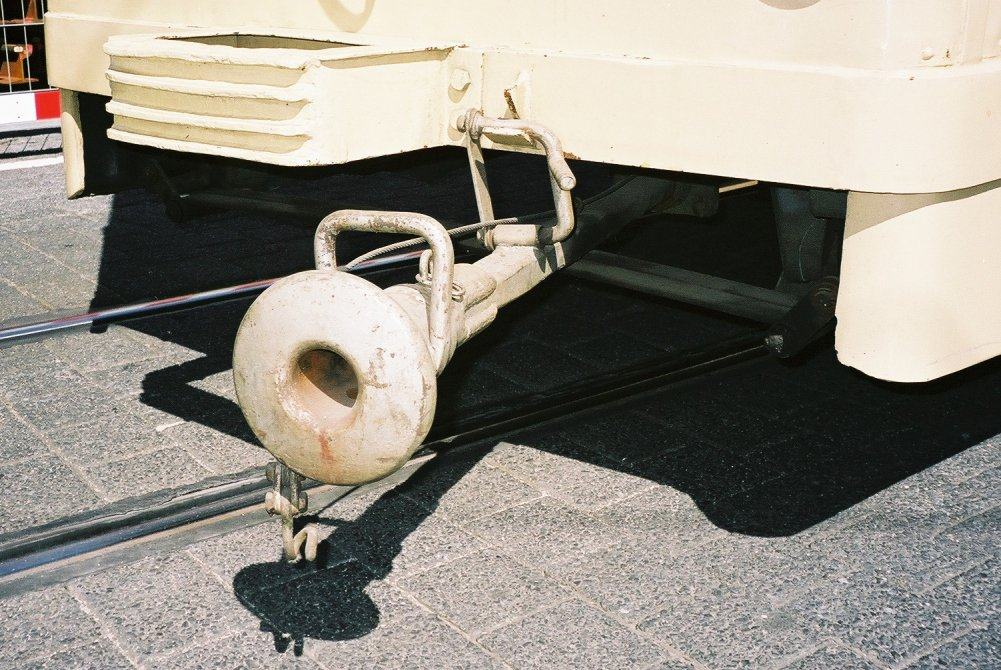
Eine Trompetenkupplung der Straßenbahn Darmstadt
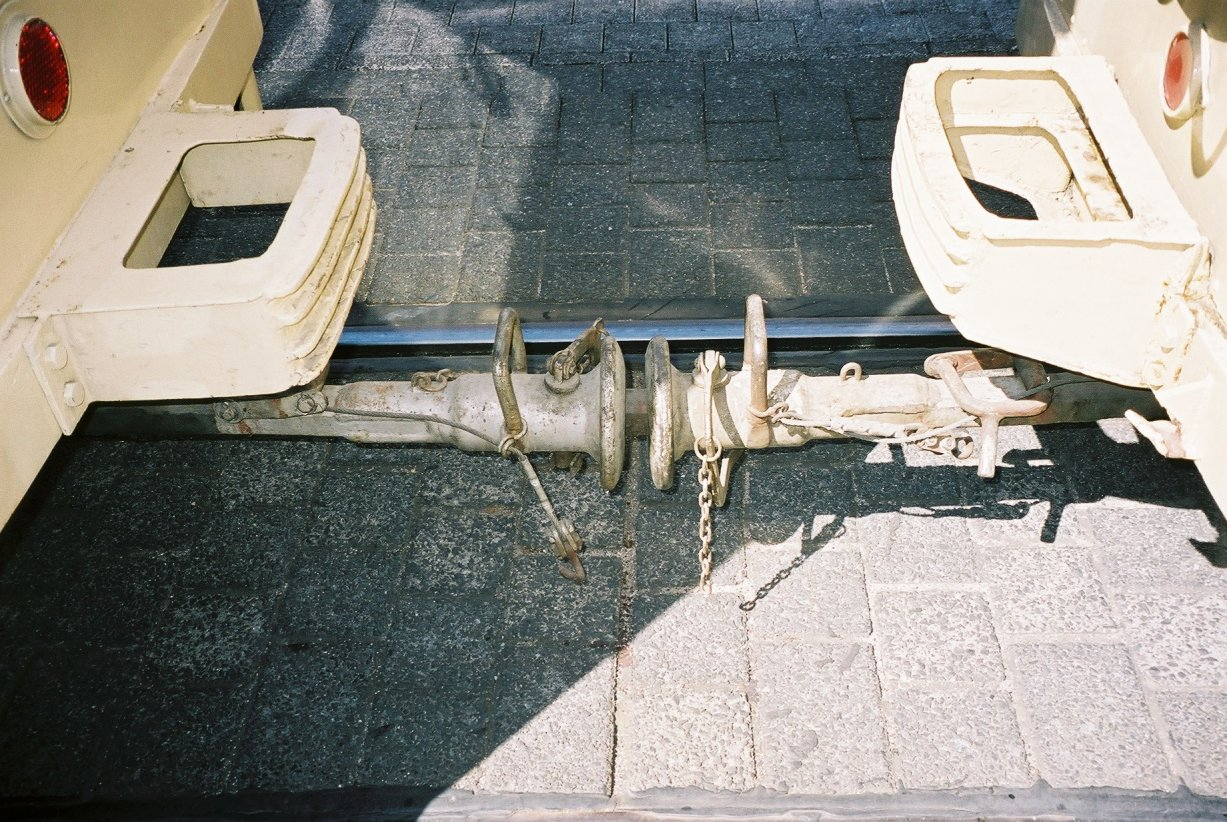
Zwei mittels Trompetenkupplung verbundene Wagen der Städtischen Straßenbahn Darmstadt
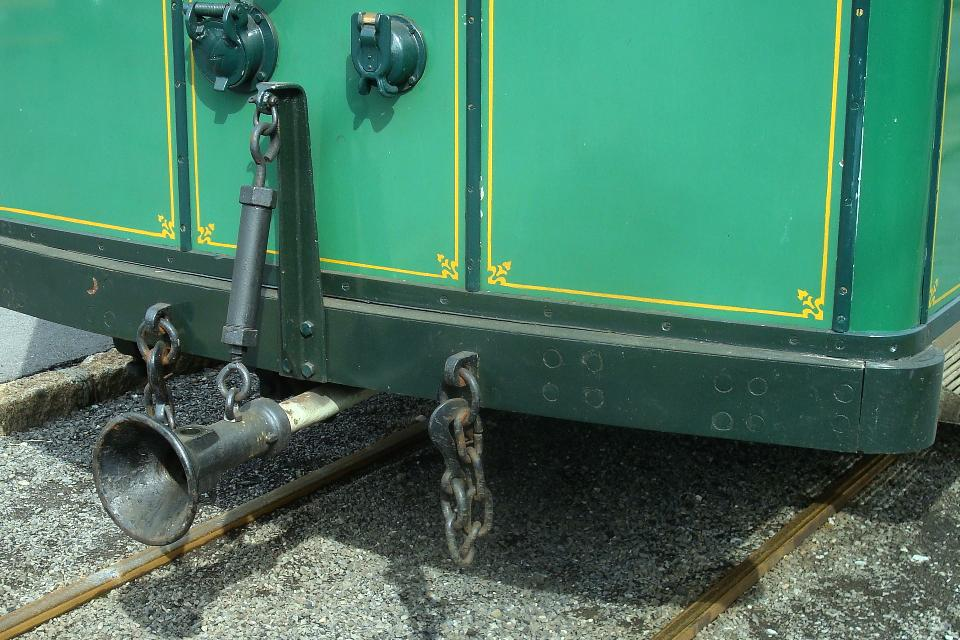
Detailansicht der Trompetenkupplung beim Ce 2/2 52 der Städtische Strassenbahnen Bern
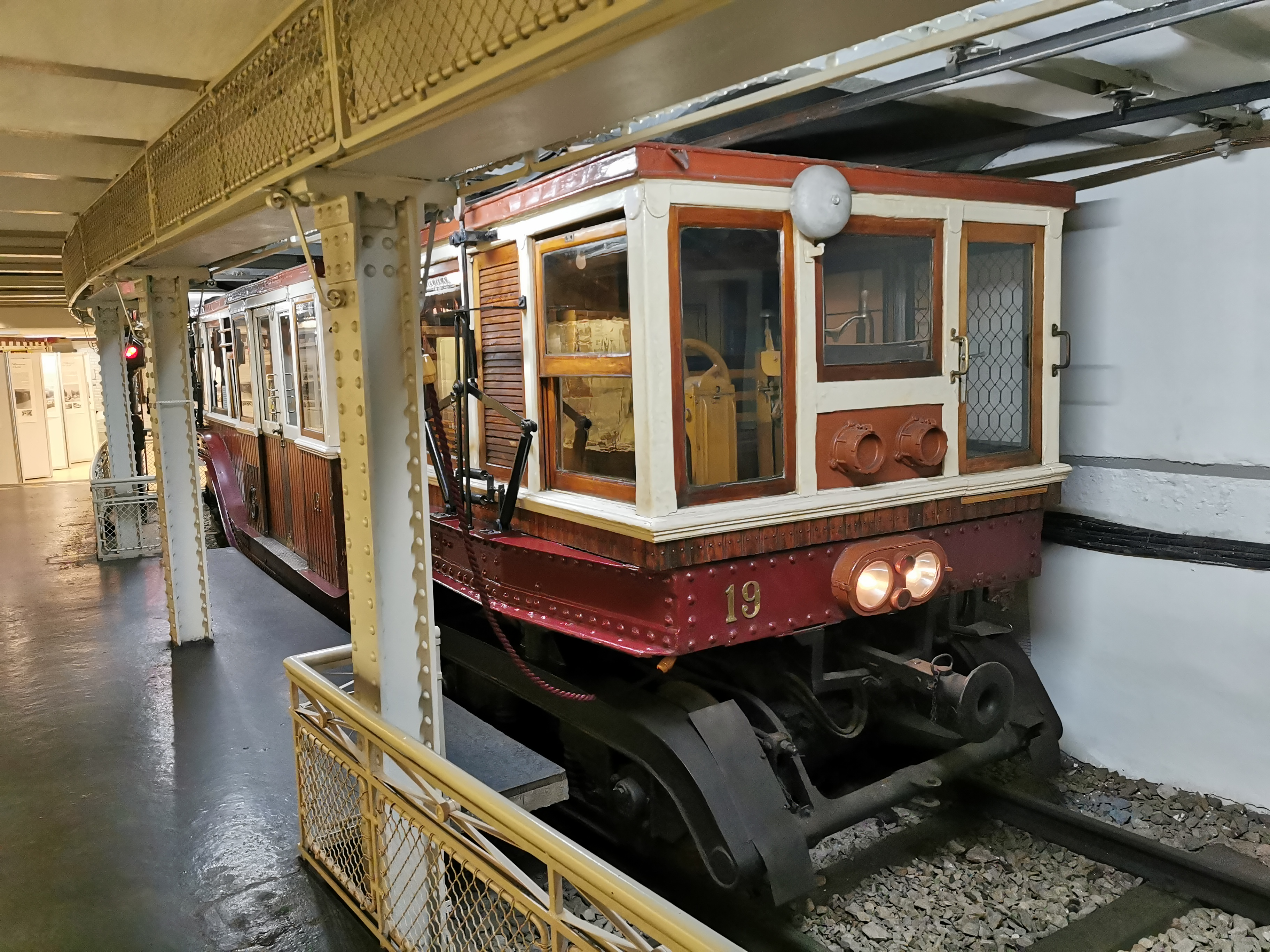
Trompetenkupplung an einem Wagen der ersten Budapester U-Bahn-Linie von 1896